# Alchisme truncaticornis
Alchisme truncaticornis är en insektsart som beskrevs av Ernst Friedrich Germar. Alchisme truncaticornis ingår i släktet Alchisme och familjen hornstritar. Inga underarter finns listade i Catalogue of Life.